# Riscatto
Riscatto è un film del 1953, diretto da Marino Girolami.

## Trama
Roberto Biasetti e un suo amico vengono ingiustamente condannati a sedici anni di prigione per un omicidio. Il vero responsabile del crimine è un certo Maremmano che per combinazione si trova nella stessa cella. Scarcerato per condono di una parte della pena si sente in debito verso i due e verso la fidanzata di Roberto. Rientra in carcere e confessa la sua colpa.

## Produzione
Il film è una commistione tra due filoni all'epoca molto amati dal pubblico italiano: quello dei melodrammi sentimentali, comunemente detto strappalacrime, in seguito ribattezzato dalla critica con il termine neorealismo d'appendice, e quello poliziesco.

## Distribuzione
Il film venne distribuito nel circuito cinematografico italiano il 20 agosto del 1953.
Venne in seguito distribuito anche in Francia a partire dal 1º dicembre del 1954 con il titolo L'Auberge tragique.